# Евгения Гранде (фильм, 1960)
«Евгения Гранде» — советский драматический фильм 1960 года, поставленный режиссёром Сергеем Алексеевым на основе спектакля Малого театра по одноимённому роману Оноре де Бальзака.

## Сюжет
События фильма разворачиваются во французской провинции XIX века. Глава зажиточной семьи — Феликс Гранде, скряга и деспот, тайно копит деньги, ни на кого не тратит, экономит на всём. Жена Гранде страдает, она слабая женщина, не смеет возражать мужу. Красивая дочь — Евгения Гранде, знакомится со своим кузеном Шарлем, приехавшим из Парижа. Между ними возникает любовь, Шарль называет Евгению своей женой, но вынужден уехать за границу. Евгения обещает ждать его.
Проходят годы, умирает мать Евгении, потом отец. Она становится наследницей огромного состояния. Однажды Евгения узнаёт, что Шарль вернулся во Францию, но собирается жениться на другой.

## Роли исполняют
| Актёр                  | Роль                 |
| ---------------------- | -------------------- |
| Ариадна Шенгелая       | Евгения Гранде       |
| Семён Межинский        | господин Гранде      |
| Михаил Козаков         | Шарль                |
| Евдокия Турчанинова    | госпожа Гранде       |
| Ирина Ликсо            | госпожа де Грассен   |
| Виктор Хохряков        | де Грассен           |
| Никита Подгорный       | Адольф де Грассен    |
| Александр Грузинский   | нотариус Крюшо       |
| Евгений Велихов        | де Бонфон            |
| Владимир Владиславский | аббат                |
| Татьяна Панкова        | Нинетта              |
| Владимир Вилль         | Корнуайе             |
| Пётр Старковский       | доктор               |
| Евгений Моргунов       | бочар (нет в титрах) |

## Съёмочная группа
- Сценарий и постановка Сергея Алексеева
- Оператор Виктор Домбровский
- Художник Артур Бергер
- Композитор Владимир Юровский
- Звукооператор Вениамин Киршенбаум
- Монтаж М. Тимофеевой
- Редакторы В. Карен, А. Донатов
- Костюмы Т. Антоновой
- Грим А. Дуброва
- Ассистент режиссёра О. Герц
- Оркестр Управления по производству фильмов, дирижёр Григорий Гамбург
- Директор картины И. Харитонов

## Технические данные
«Евгения Гранде» СССР, Мосфильм, 1960, ч/б, 10 ч., 2767 м, 101 мин.